# Repêchage d'expansion de la Ligue majeure de baseball 1997

Le repêchage d'expansion de la Ligue majeure de baseball 1997 est une procédure spéciale tenue en 1997 par les Ligues majeures de baseball afin de disperser un certain nombre de joueurs des 28 équipes déjà existantes pour composer les deux nouvelles franchises qui font leur entrée dans le baseball majeur en 1998 : les Diamondbacks de l'Arizona de la Ligue nationale et les Devil Rays de Tampa Bay (depuis devenus simplement les Rays) de la Ligue américaine.
Il s'agit de la sixième séance du genre tenue dans la Ligue majeure (après 1960, 1961, 1968, 1976 et 1992) et de la dernière en date.

## Déroulement
Le repêchage d'expansion a lieu le 18 novembre 1997 à Phoenix, en Arizona. Elle est divisée en trois rondes permettant à chaque franchise de sélectionner quatorze joueurs au premier tour, quatorze au deuxième, et finalement sept au troisième tour. Chaque nouvelle franchise se retrouve donc au terme de la procédure avec 35 joueurs chacune, pour un total de 70 athlètes sélectionnés. Les joueurs disponibles proviennent d'une liste de joueurs sous contrat non protégés par chacune des 28 autres formations déjà existantes de la Ligue majeure. Les joueurs devenus agents libres après la saison 1997 ne sont pas disponibles pour sélection. Aucun club ne peut perdre plus d'un joueur par ronde. À la fin de la procédure, 14 équipes ont dû céder trois joueurs, et 14 autres équipes n'en ont perdu que deux.
L'ordre de sélection est déterminé par un pile ou face. Le gagnant a deux choix : 
- Sélectionner le tout premier joueur et céder à l'autre équipe les choix numéros 2 et 3 au total.
- Laisser l'autre club repêcher le tout premier joueur et avoir les choix numéros 2 et 3 au total.

En 1997, les Devil Rays de Tampa Bay gagnent le pile ou face et choisissent la première option. Après la sélection du tout premier joueur par les Devil Rays, les Diamondbacks de l'Arizona choisissent donc deux joueurs de suite, après quoi l'ordre de sélection Rays-Diamondbacks se poursuit normalement de la quatrième sélection à la dernière.
Les deux franchises jouent officiellement leur premier match le 31 mars 1998.

### Joueurs sélectionnés[1]
| Devil Rays de Tampa Bay | Devil Rays de Tampa Bay | Devil Rays de Tampa Bay  | Diamondbacks de l'Arizona | Diamondbacks de l'Arizona | Diamondbacks de l'Arizona |
| ----------------------- | ----------------------- | ------------------------ | ------------------------- | ------------------------- | ------------------------- |
| #                       | Joueur                  | Équipe précédente        | #                         | Joueur                    | Équipe précédente         |
| 1                       | Tony Saunders           | Marlins de la Floride    | 2                         | Brian Anderson            | Indians de Cleveland      |
| X                       | aucune sélection        | aucune sélection         | 3                         | Jeff Suppan               | Red Sox de Boston         |
| 4                       | Quinton McCracken       | Rockies du Colorado      | 5                         | Gabe Alvarez              | Padres de San Diego       |
| 6                       | Bobby Abreu             | Astros de Houston        | 7                         | Jorge Fabregas            | White Sox de Chicago      |
| 8                       | Miguel Cairo            | Cubs de Chicago          | 9                         | Karim Garcia              | Dodgers de Los Angeles    |
| 10                      | Rich Butler             | Blue Jays de Toronto     | 11                        | Edwin Díaz                | Rangers du Texas          |
| 12                      | Bob Smith               | Braves d'Atlanta         | 13                        | Cory Lidle                | Mets de New York          |
| 14                      | Jason Johnson           | Pirates de Pittsburgh    | 15                        | Joel Adamson              | Brewers de Milwaukee      |
| 16                      | Dmitri Young            | Reds de Cincinnati       | 17                        | Ben Ford                  | Yankees de New York       |
| 18                      | Esteban Yan             | Orioles de Baltimore     | 19                        | Yamil Benítez             | Royals de Kansas City     |
| 20                      | Mike Difelice           | Cardinals de Saint-Louis | 21                        | Neil Weber                | Expos de Montréal         |
| 22                      | Bubba Trammell          | Tigers de Detroit        | 23                        | Jason Boyd                | Phillies de Philadelphie  |
| 24                      | Andy Sheets             | Mariners de Seattle      | 25                        | Brent Brede               | Twins du Minnesota        |
| 26                      | Dennis Springer         | Angels d'Anaheim         | 27                        | Tony Batista              | Athletics d'Oakland       |
| 28                      | Dan Carlson             | Giants de San Francisco  | 29                        | Tom Martin                | Astros de Houston         |
| 30                      | Brian Boehringer        | Yankees de New York      | 31                        | Omar Daal                 | Blue Jays de Toronto      |
| 32                      | Mike Duvall             | Marlins de la Floride    | 33                        | Scott Winchester          | Reds de Cincinnati        |
| 34                      | John LeRoy              | Braves d'Atlanta         | 35                        | Clint Sodowsky            | Pirates de Pittsburgh     |
| 36                      | Jim Mecir               | Red Sox de Boston        | 37                        | Danny Klassen             | Brewers de Milwaukee      |
| 38                      | Bryan Rekar             | Rockies du Colorado      | 39                        | Matt Drews                | Tigers de Detroit         |
| 40                      | Rick Gorecki            | Dodgers de Los Angeles   | 41                        | Todd Erdos                | Padres de San Diego       |
| 42                      | Ramon Tatis             | Cubs de Chicago          | 43                        | Chris Clemons             | White Sox de Chicago      |
| 44                      | Kerry Robinson          | Cardinals de Saint-Louis | 45                        | David Dellucci            | Orioles de Baltimore      |
| 46                      | Steve Cox               | Athletics d'Oakland      | 47                        | Damian Miller             | Twins du Minnesota        |
| 48                      | Albie Lopez             | Indians de Cleveland     | 49                        | Hector Carrasco           | Royals de Kansas City     |
| 50                      | José Paniagua           | Expos de Montréal        | 51                        | Hanley Frias              | Rangers du Texas          |
| 52                      | Carlos Mendoza          | Mets de New York         | 53                        | Bob Wolcott               | Mariners de Seattle       |
| 54                      | Kevin Sefcik            | Phillies de Philadelphie | 55                        | Mike Bell                 | Angels d'Anaheim          |
| 56                      | Santos Hernandez        | Giants de San Francisco  | 57                        | Joe Randa                 | Pirates de Pittsburgh     |
| 58                      | Randy Winn              | Marlins de la Floride    | 59                        | Jesus Martinez            | Dodgers de Los Angeles    |
| 60                      | Terrell Wade            | Braves d'Atlanta         | 61                        | Russ Springer             | Astros de Houston         |
| 62                      | Aaron Ledesma           | Orioles de Baltimore     | 63                        | Bryan Corey               | Tigers de Detroit         |
| 64                      | Brooks Kieschnick       | Cubs de Chicago          | 65                        | Kelly Stinnett            | Brewers de Milwaukee      |
| 66                      | Luke Wilcox             | Yankees de New York      | 67                        | Chuck McElroy             | White Sox de Chicago      |
| 68                      | Herbert Perry           | Indians de Cleveland     | 69                        | Marty Janzen              | Blue Jays de Toronto      |
| 70                      | Vaughn Eshelman         | Athletics d'Oakland      |                           |                           |                           |